# Bernhard von Zabeltitz
Bernhard von Zabeltitz (historisch Bernhard Zcabiltitz; † nach 1501) war Besitzer von  Vetschau in der Niederlausitz.

## Leben
Bernhard war wahrscheinlich ein Nachfahre von Christoph oder Hans Zabeltitz, die 1450 als Besitzer von Vetschau erwähnt wurden. 1471 wurde er mit seinem Bruder Heinz und weiteren Brüdern vom Niederlausitzer Landvogt mit Vetschau belehnt. 1477 wurden Bernhard, Heinz und vier Brüder in Senftenberg verurteilt, weil sie arme Leute und Bürger ermordet und erschlagen hatten. 1501 trat er als Bürge für Christoph von Maltitz in Finsterwalde auf.
Bernhard von Zabeltitz war mit Margarete Schütz verheiratet. Seine Nachkommen (oder Verwandten) waren zahlreiche Brüder, die mehrere Dörfer der Umgebung zu Lehen hatten.